# Alex Gnaldi
Alex Gnaldi est un coureur cycliste français, né le 21 septembre 1934 à Nice.
Il a été professionnel de 1958 à 1959 avec l'équipe Urago-D'Alessandro. C'était un coureur de critériums réputé.

## Palmarès
- 1957
  - Paris-Dreux
  - 3e du championnat de France indépendants
- 1958
  - 2e du Critérium de Saint-Georges-de-Chesné
- 1959
  - 2e du Circuit du Bouguen